# ギター (曲)
「ギター」(Guitar) は、プリンスの2007年のアルバム『プラネット・アース〜地球の神秘〜』からファースト・シングルとしてリリースされた曲。『ローリング・ストーン』誌が選んだ2007年のベスト100曲において39位となった。
デジタルシングルは、MP3フォーマットでベライゾン・ワイヤレスとO2を通してリリースされた。この曲のミュージック・ビデオは、当時プリンスのダンサーだった「ザ・ツインズ (The Twinz)」をフィーチャーしており、ベライゾンのウェブサイトで最初に公開された。ビデオの監督はミロス・トワイライトで、プロディースはプリンスとミロス・トワイライトとなっており、ウマニス・デジタル・スタジオ (Umania Digital Studios) とトワイライト・フィルム (Twilight Films) の作品とされている。
この曲がラジオで放送されたのは、6月11日からであり、CDシングルのフォーマットで世界各国で発売されたのは、7月9日であった。
プリンスの他の多くの楽曲に比べ、チャートでの成功はさほど大きなものではなかったが、それでも「ギター」は、ギリシャ、イタリア、オランダ、日本でシングル・チャートのトップ40入りを果たし、日本では最高10位に達した。

## トラックリスト
- 3121.com ダウンロード:

1. "Guitar" (demo)

- Verizon ダウンロード:

1. "Guitar" (album version)

- 全世界ダウンロード

1. "Guitar"

- CDシングル:

1. "Guitar" (album version)
2. "Somewhere Here on Earth" (album version)

## チャート
| チャート（2007年）           | 最高位 |
| ---------------------------- | ------ |
| ベルギー (Ultratip Flanders) | 23     |
| フランス (SNEP)              | 200    |
| イタリア (FIMI)              | 17     |
| オランダ (Single Top 100)    | 13     |
| スイス (Schweizer Hitparade) | 63     |
| UK シングルス (OCC)          | 81     |